# MLB The Show 22
MLB The Show 22 é um videogame de beisebol da San Diego Studio e publicado pela Sony Interactive Entertainment, baseado na Major League Baseball (MLB). Foi lançado para PlayStation 4, PlayStation 5, Xbox One e Xbox Series X/S, bem como Nintendo Switch, o primeiro da franquia. A décima sétima entrada da franquia MLB: The Show, foi lançada em 5 de abril de 2022. O jogador de duas vias do Los Angeles Angels, Shohei Ohtani, é apresentado como a estrela da capa. Uma arte especial no estilo mangá de Takashi Okazaki de Shohei Ohtani será a capa das edições MVP e Digital Deluxe do MLB The Show 22.
Pelo segundo ano consecutivo, as versões do jogo para Xbox estão disponíveis para assinantes do Xbox Game Pass sem custo adicional. As pessoas que compraram as edições MVP ou Digital Deluxe receberam acesso antecipado ao jogo a partir de 1º de abril.
Ele marcou um dos primeiros jogos da MLB The Show sem concorrentes nos Estados Unidos, seja simulação ou arcade, já que a série RBI Baseball terminou devido ao Switch ter uma porta, embora no Japão, o único concorrente seja a entrada mais recente para o Série Pawapuro da Konami, eBaseball Powerful Pro Yakyuu 2022.

## Atualizações
- O Stadium Creator recebeu atualizações para ser dinâmico, embora não esteja nos sistemas de 8ª geração (PS4, Xbox One, Nintendo Switch)
- Os locutores da MLB na Rádio ESPN Jon "Boog" Sciambi e Chris Singleton são os novos comentaristas play-by-play, com Alex Miniak permanecendo como locutor de endereço público.[5]
- O modo de jogo de março a outubro foi expandido para durar várias temporadas em vez de um e pronto.

## Recepção
MLB The Show 22 recebeu críticas "geralmente favoráveis" dos críticos, de acordo com o Metacritic.
GameSpot deu ao jogo 7/10, elogiando a jogabilidade e expansão para vários modos de jogo, mas criticou a falta de inovação em outros lugares e comentários repetitivos. Em sua análise de 4/5, o GamesRadar + elogiou da mesma forma a adição ao modo de março a outubro, mas lamentou as adições limitadas, dizendo: "Alegações à parte, o MLB The Show 22 continua sendo uma simulação divertida, autêntica e abrangente, entre os melhores do setor. Ignorando a pressão do mercado ao redor para reiterar e inovar, a série da Sony fica ao lado da NBA 2K como a principal oferta de esportes profissionais."  Em sua revisão de 7/10, a IGN escreveu: "MLB The Show 22 é principalmente uma recauchutagem de um jogo já ótimo, mas mais bugs do que o normal e o não estar pronto para o modo cooperativo no horário nobre são sinais de que esta série pode estar perdendo alguma velocidade."  A Game Informer observou que, embora a jogabilidade principal do MLB The Show 22 fosse sólida, estava se tornando obsoleta. O site também criticou os problemas técnicos do jogo, escrevendo: "Uma semana após o lançamento, o desempenho online do MLB The Show 22 é instável... A estabilidade online continua sendo um grande buraco. Embora a nova iteração do Switch ofereça todo o conteúdo das versões PlayStation e Xbox, ela sofre com falhas na taxa de quadros e oscilações gráficas significativas." Push Square e Shacknews elogiaram a jogabilidade, as temporadas, o cooperativo e o formato simplificado enquanto analisavam os visuais não aprimorados, os modos de jogo antigos e os comentários repetitivos. Vários meios de análise notaram que, embora a versão do Switch sofria de grandes problemas técnicos, como travamentos na taxa de quadros e visuais reduzidos, ainda era jogável e divertido.

## Trilha sonora
| Artista                                                | Música                                             |
| ------------------------------------------------------ | -------------------------------------------------- |
| Mount Westmore (Snoop Dogg, Ice Cube, E-40, Too Short) | Big Subwoofer                                      |
| Eddie Vedder                                           | Invincible                                         |
| Kavinsky                                               | Renegade (feat. Cautious Clay)                     |
| Big Boi & Sleepy Brown                                 | lower case (no cap) (feat. Killer Mike)            |
| The Record Company                                     | How High                                           |
| Spoon                                                  | Feels Alright                                      |
| Tom Morello                                            | Human (feat. Barns Courtney)                       |
| Common                                                 | When We Move (feat. Black Thought and Seun Kuti)   |
| Band of Horses                                         | Lights                                             |
| Robert Finley                                          | Make Me Feel Alright                               |
| Nana                                                   | Real Real (feat. Kent Jamz)                        |
| Keys N Krates                                          | Pull Up (feat. Haviah Mighty)                      |
| James BKS                                              | New Breed (feat. Q-Tip, Idris Elba, & Little Simz) |
| Airways                                                | Slow                                               |
| Dune Rats                                              | UP                                                 |
| Dorothy                                                | Top of the World                                   |
| Rich Brian                                             | New Tooth                                          |
| Winston Surfshirt                                      | Complicated (feat. Young Franco)                   |
| Kevvo                                                  | R Sport                                            |
| Cozz                                                   | Higher Power                                       |
| Viagra Boys                                            | Ain't Nice                                         |
| Cordae                                                 | Sinister (feat. Lil Wayne)                         |